# Ковальов Олексій Леонтійович
Олексій Леонтійович Ковальов (10 травня 1925, Бурлін — 7 вересня 1997, Київ) — радянський військовослужбовець, повний кавалер ордена Слави, в роки радянсько-німецької війни розвідник 83-ї окремої гвардійської розвідувальної роти (82-га гвардійська стрілецька дивізія, 8-а гвардійська армія, 1-й Білоруський фронт), гвардії молодший сержант.

## Біографія
Народився 10 травня 1925 року в селищі Бурліні (нині Бурлінського району Західно-Казахстанської області Республіки Казахстан) в сім'ї селянина. Освіта середня. Працював у колгоспі.
У 1942 році був призваний в Червону Армію. У боях радянсько-німецької війни з грудня 1942 року. Особливо відзначився на завершальному етапі війни, у боях за визволення Польщі і штурмі Берліна.
У ніч на 15 грудня 1944 року гвардії молодший сержант Ковальов на чолі групи в бою на південний захід від населеного пункту Грабув Залісне (5 км на захід від міста Магнушев, Польща) увірвався і траншею противника, гранатами і вогнем з автомата вивів з ладу ворожий кулемет і двох гітлерівців .
Наказом від 21 грудня 1944 року гвардії молодший сержант Ковальов Олексій Леонтійович нагороджений орденом Слави III ступеня (№ 258502).
29 березня 1945 року Ковальов з розвідниками на околиці міста Кюстрин (нині Костшин, Польща) при відображенні контратаки противника гранатами і з автомата знищив близько десяти ворожих солдатів, інших змусив утікати. За цей бій був представлений до нагородження орденом Слави II-го ступеня.
28—29 квітня 1945 року Ковальов, діючи на чолі групи розвідників у тилу ворога на підступах до Берліна, раптово атакував будинок, займаний противником, знищив понад десятьох солдатів, двох взяв у полон. При штурмі укріпленої будівлі на східній околиці парку Тіргартен винищив багато гітлерівців, фаустпатронами придушив чотири вогневі точки.

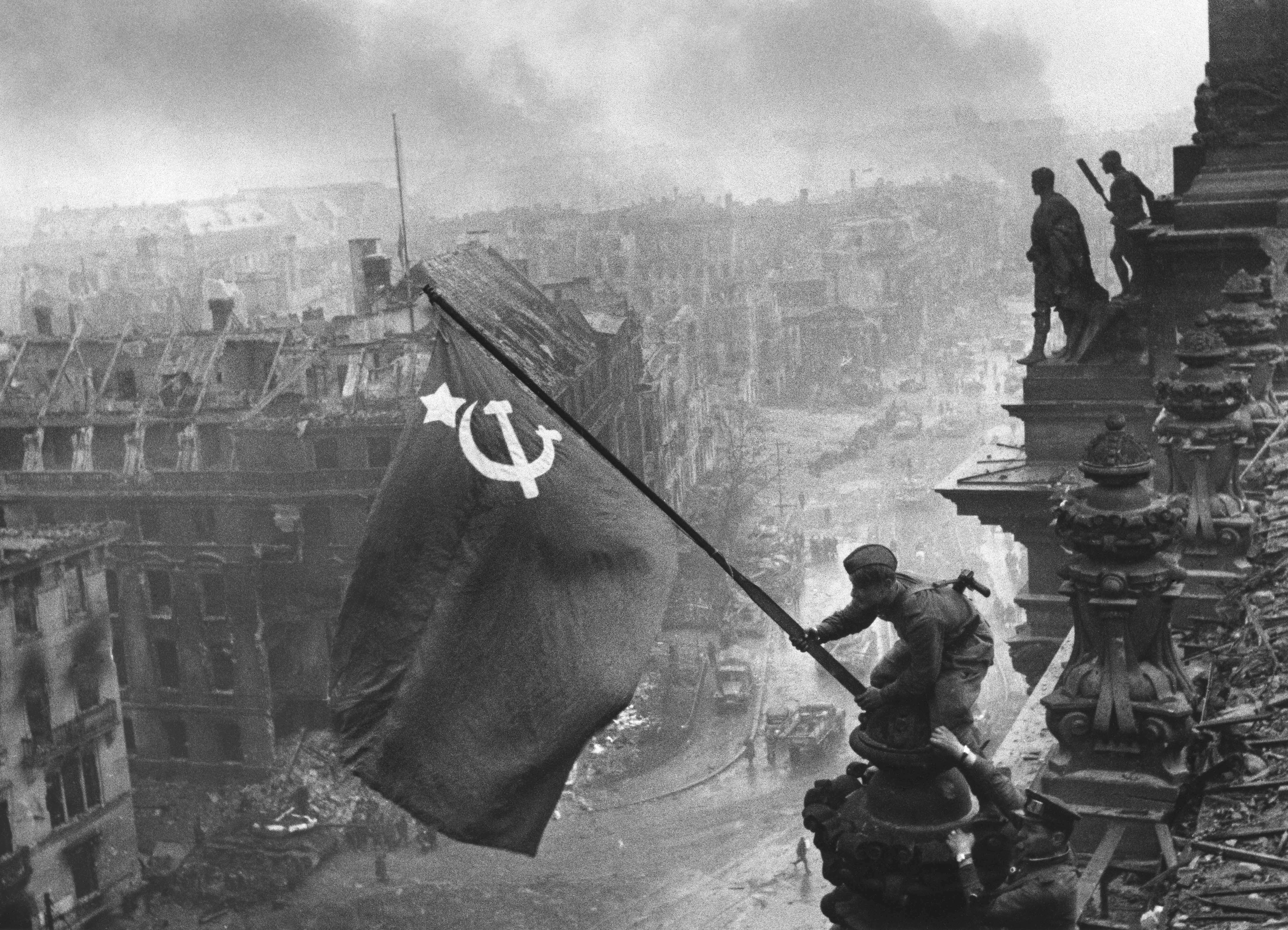
Фото Євгена Халдея

Сержант Олексій Ковальов, старший сержант Абдулхак Ісмаїлов з Дагестану і Леонід Горичев, білорус з Мінська, по завершенні боїв за рейхстаг і капітуляції гарнізону Берліна, 2 травня 1945 року були сфотографовані фронтовим фотокореспондентом Євгеном Халдеєм, коли встановлювали на одній з веж рейхстагу Червоний Прапор. Ця фотографія стала відома всьому світу як символ Перемоги радянського народу, вона широко використовується в історичній і навчальній літературі, хоча й не відповідає історичній правді, бо війська 8-ї гвардійської армії не брали участі у штурмі і взятті будівлі гітлерівського парламенту, дійшовши з боями до Бранденбурзьких воріт.

Могила Олексія Ковальова

Меморіальна дошка Олексію Ковальову у Києві, на вул. Липківського, 33.

Після Перемоги наказом від 18 травня 1945 року гвардії молодший сержант Ковальов Олексій Леонтійович нагороджений орденом Слави II-го ступеня (№ 8237).
Указом Президії Верховної Ради СРСР від 15 травня 1946 року за виняткову мужність, відвагу і безстрашність, виявлені на заключному етапі Великої Вітчизняної війни в боях з гітлерівськими загарбниками гвардії молодший сержант Ковальов Олексій Леонтійович нагороджений орденом Слави I-го ступеня (№ 1204). Став повним кавалером ордена Слави.
У 1950 році Ковальов О. Л. був демобілізований. У листопаді 1951 року знову призваний в армію. Проходив службу в Управлінні пожежної охорони міста Києва. У 1958 році вступив в КПРС. За 35 років служби пройшов шлях від рядового рятувальника до заступника начальника пожежної частини, став офіцером.
У 1988 році підполковник Ковальов був звільнений у запас. Жив у Києві. Помер на 73-му році життя 7 вересня 1997 року. Похований у Києві на Байковому кладовищі (ділянка № 49а, 50°24′59.50″ пн. ш. 30°30′5.4″ сх. д. / 50.4165278° пн. ш. 30.501500° сх. д.).

## Нагороди
Нагороджений орденами Вітчизняної війни 1-го ступеня, Червоної Зірки, Слави 3-х ступенів, медалями.